# Francia Nemzeti Könyvtár
A Francia Nemzeti Könyvtár (Bibliothèque nationale de France, BnF) Párizsban található. Körülbelül 7 évszázaddal ezelőtt jött létre. Gyűjteményei a francia nemzeti örökség részét képezik, amelyekhez közel 31 millió különböző dokumentum tartozik (könyvek, folyóiratok, kéziratok, fényképek, térképek stb.)

## Története
1368-ban V. (Bölcs) Károly királyi könyvtárat hozott létre – a több kastélyban elhelyezett kódexek egy helyre gyűjtésével és rendszerezésével –, mely a Louvre egyik szárnyában kapott helyet. Gazdag könyvtár volt, antik szerzők műveinek másolatai, modern államelméleti írások is megtalálhatók voltak, a feljegyzések szerint közel ezer kéziratot tartalmazott.
Ezt a későbbiekben XI. Lajos , VIII. Károly és XII. Lajos gyarapította tovább. A gyűjteményt átköltöztették Amboise-ba, majd Blois-ba. 
I. Ferenc létrehozott egy gyűjteményt, amely szintén királyi könyvtárrá bővült. Ennek első felügyelője Mellin de Saint-Gelais udvari költő volt. Végül I. Ferenc egyesítette az új gyűjteményt a nemzeti könyvtárral Fontainebleau városban. 1530-ban pedig Guillaume Bude kapott királyi könyvtárosi címet.
1537-ben megszületett a francia kötelespéldány-szolgáltatást szabályozó törvény.
1666-ban – XIV. Lajos idején – Colbert vezetése alatt a könyvtárat két kisebb épületbe költöztették, állományát aktívan bővítették. 1670-ben Nicolas Clément kifejlesztette a gyűjtemény osztályozási rendszerét, melyet 1997-ig használt a könyvtár. 1719-ben Jean-Paul Bignon – párizsi apát, a királyi könyvtár igazgatója – gyűjteményi osztályokat alakított ki, és tovább szélesítette a kollekciót.
A francia forradalom idején a királyi intézmény állami intézménnyé alakult át. Állománya jelentősen növekedett lefoglalt egyházi művekkel, és hercegi magángyűjtemények beolvasztásával. Így került be körülbelül 250.000 könyv, 14.000 kézirat és 85.000 nyomtatvány. Ennek a nagy állománygyarapodásnak a következtében tárolási problémák léptek fel.
1858-ban III. Napóleon megbízta Henri Labrouste építészt egy nagy olvasóterem kialakításával. Szintén ebben az időszakban Léopold Delisle a nyomtatott könyvek általános katalógusának kialakításán dolgozott. A 20. században is nagy gondot okozott a folyamatos állománynövekedés és a helyhiány. Ezért 1988-ban François Mitterrand, francia elnök, egy új könyvtárépület építésének tervét jelentette be.
1994-ben felépült az új Francia Nemzeti Könyvtár Dominique Perrault tervei alapján. 1997-ben megnyitották az olvasói tereket a látogatók számára, majd 1998-ban a kutatói könyvtárat is. 1995-ben jött létre a Tudomány és Technológia Osztály, amely 2008-ig nagyrészt nyomtatott dokumentumokat szerzett be, évi mintegy nyolcezer könyvet és ezernyolcszáz folyóiratot.
2009 a nagy változások éve volt a könyvtár történetében. Új elektronikus információszolgáltatási koncepciót fogadtak el. Ennek lényege a nyilvános, a falakon túlnyúló szolgáltatások bővítése és a legnagyobb francia tartalomszolgáltatóvá válás. 
Ez a változás kiterjedt a Tudomány és Technológia Osztályra is, mely két fő cél megvalósításán dolgozik:
- ritka elektronikus dokumentumok gyűjtése,
- a gyűjteményekhez való hozzáférés bővítése.

## A BNF gyűjteménytípusai

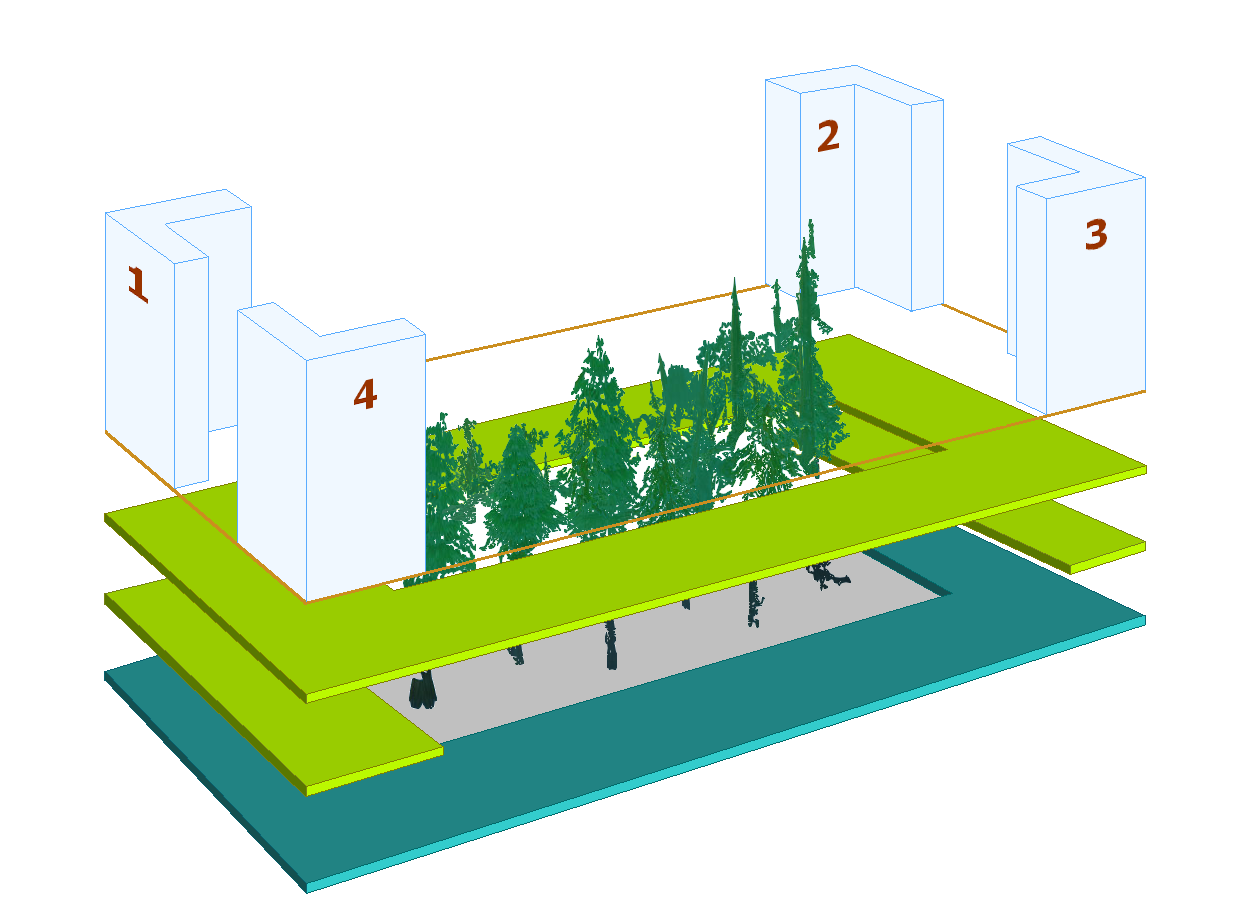
A BNF épületrészei

### A kulturális örökség gyűjteményei
Ezek a gyűjtemények a kutatói könyvtárban találhatók meg. Ebbe a gyűjteményrészbe tartozik minden, amit Franciaországban nyomtattak vagy adtak ki a 16. század óta. Megtalálhatók itt például: könyvek, folyóiratok, hírlapok, nyomtatott zenei anyagok, metszetek, térképek, fényképek, érmek, hanganyagok, és még sok egyéb dokumentumtípus.

### Nyílt hozzáférésű gyűjtemények
A szabadon hozzáférhető gyűjteményrész a szakkönyvtárban található. Itt hozzáférhető dokumentumtípusok: referensz anyagok, kortárs művek, könyvek, folyóiratok, mikrofilmek, térképek, multimédia anyagok (filmek, CD-k), elektronikus folyóiratok, adatbázisok stb.

## A BNF részei

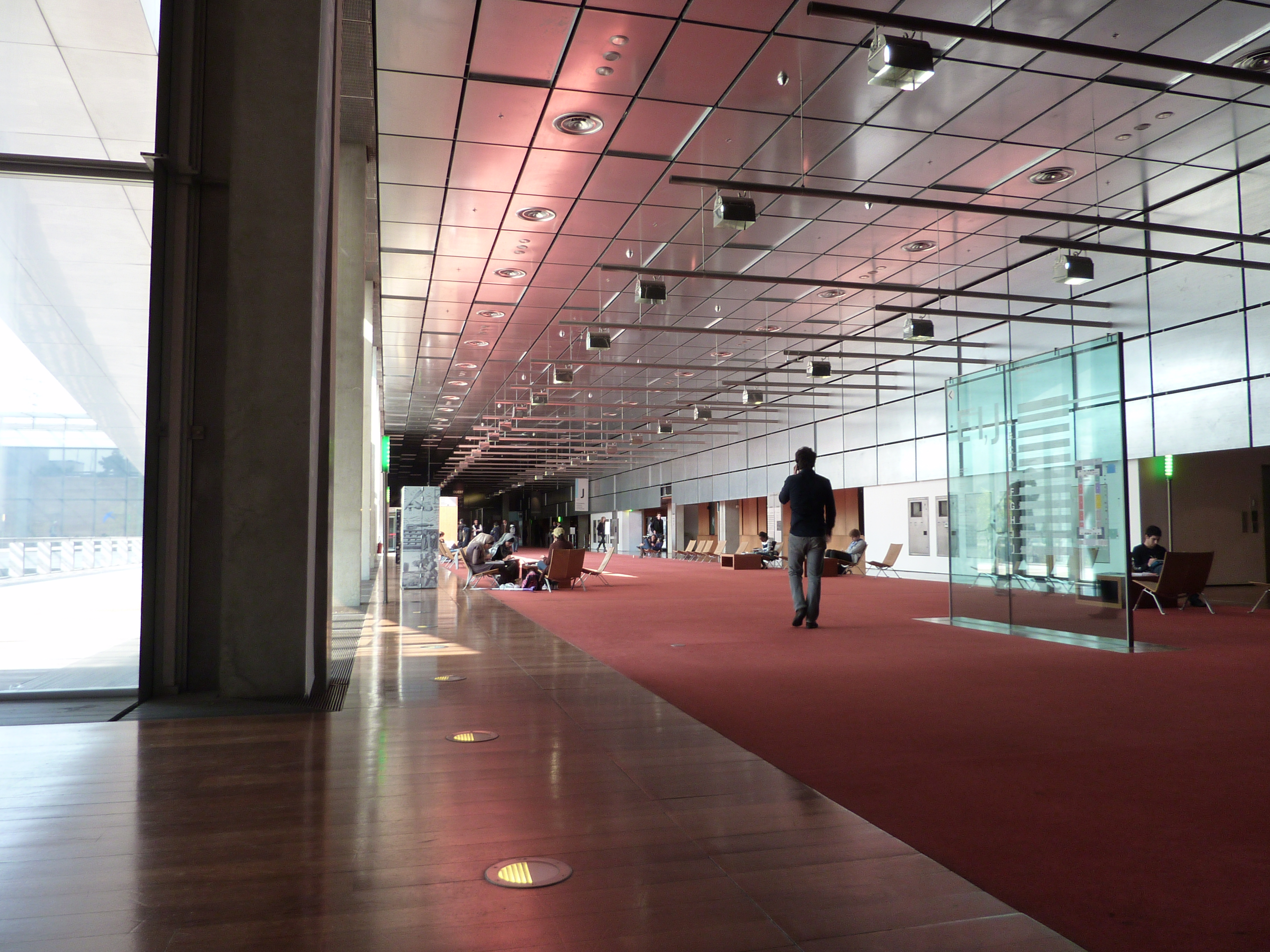
François Mitterrand Könyvtár, Keleti csarnok

### François Mitterrand Könyvtár
Ennek állománya a szakkönyvtárban (Haut-de-jardin) és kutató könyvtárban (Rez-de-jardin) érhető el. A szakkönyvtár tizenhat éven felüliek számára szabadon használható. Itt hozzáférhető körülbelül 280.000 könyv, 3.500 folyóirat, valamint térképek, filmek, CD-k, digitális fényképek, filozófia, történelem, technika, irodalom, jog stb. témakörben.
A kutatói könyvtárat csak kutatók használhatják. Itt található a nyomtatott örökség-gyűjtemény, ezenkívül periodikák, audiovizuális és elektronikus dokumentumok. Körülbelül 11 millió dokumentum érhető el itt. A kutatói helyeken kívül előadótermek és kiállítási termek is vannak a könyvtárnak ezen a részlegén.

### Richelieu-Louvois könyvtár
Kéziratok, nyomtatványok, fotók, érmek, antik tárgyak stb. gyűjtőhelye.

### Bibliothèque de l'Arsenal
Középkori és modern kéziratok, nyomtatványok, zeneművek, térképek, különgyűjtemények (például a Bastille kézirattára) tárhelye a kutatók számára.

### Bibliothèque-Musée de l'Opéra
Kották gyűjteménye, valamint díszlet- és jelmeztervek, plakátok, nyomtatványok, fényképek, festmények, szobrok érhetők el a kutatók számára.

### Maison Jean Vilar
Az Előadóművészet Tanszék nyomtatott és vizuális gyűjteménye, amely Avignon városában helyezkedik el.

### Bussy-Saint-Georges Technical Centre
Nyomtatott és audiovizuális dokumentumokat kezel, a BNF egyfajta raktára. Feladatai a kutatás, képzés és dokumentáció.

### Centre Joël Le Theule
A nyomtatott dokumentumokat mikrofilmre viszik, a papírt savtalanítják, valamint a hagyományos állományvédelemmel foglalkoznak itt.

## Gallica, a BNF digitális könyvtára
A Francia Nemzeti Könyvtár digitális könyvtára a Gallica, amely 1997 óta szabadon hozzáférhető az interneten. Enciklopédikus jellegű gyűjtemény, amely nyomtatott és grafikus, főleg francia nyelvű, kurrens és nem kurrens digitális dokumentumokat, valamint hanganyagokat tartalmaz és szolgáltat. Tudományos, történelmi és kulturális tartalomban gazdag.
Az Europeana legfontosabb francia együttműködő partnere.

### Történeti szakaszai

#### 1992–1999
Ebben az időszakban tervezték meg a feladatok pontos kivitelezését, állapodtak meg a technikai feltételekről, határozták meg a digitalizálandó anyagok mibenlétét. Ez utóbbit, vagyis a dokumentumok körét szorosan össze kellett hangolni a tudományos és oktatási igényekkel és különös figyelmet fordítottak a régi, illetve a nehezen hozzáférhető dokumentumokra.
Ekkor készült el az első százezer digitalizált kötet és háromszázezer digitalizált kép.

#### 1999–2001
Ekkor a nyomtatott anyagot kiegészítették további enciklopédiákkal és 17–19. századi folyóiratokkal.
1999-ben két nagy állományrész alakult ki:
- Gallica Classique (a francia irodalom névtelen és ismert klasszikus szerzőinek életműve);
- Gallica Proust (ez Proust-tal kapcsolatos digitalizált anyag, mely az író leghíresebb regényciklusa utolsó kötetének – a Megtalált időnek – a változatait és kéziratait tartalmazza).

#### 2001–
A digitalizált anyagok közé bekerültek irodalomtudományt és történettudományt érintő tematikus részek is (például Voyages en France) és 2002-ig újabb húszezer nyomtatott mű és nyolcvanezer kép.
Folyamatosan gyarapodik a digitalizált tartalom és fejlődik az elektronikus dokumentumokhoz való hozzáférés. 2008-tól már szerzői jog alá eső művek is elérhetőek – Bruno Racine-nak, a könyvtár elnökének döntése értelmében –, ennek feltételit a szerzőkkel és a kiadókkal kötött szerződések szabályozzák.

### A digitalizált anyagok hozzáférési formátuma
A digitalizálásra szánt műveket a könyvtárosok válogatják ki. A szkennelést külső partnerek végzik. A létrejött képfájlokat szövegfájlokba konvertálják és OCR-ezik. Majd az utómunkálatokat (metaadatokkal való ellátást, a könyvtár katalógusában és a Gallica honlapján való megjelenést) ismét könyvtárosok végzik.

### Érdekességek a digitalizált anyagok között

#### A BNF Kézirattárának anyaga
A kézirattári anyagok között rengeteg ritkaság található. Például: a világ legrégibb könyve, az i. e. 2000 körül keletkezett, hieratikus egyiptomi írással készült Prisse-papirusz kézirat; több százezer keleti kézirat; körülbelül hatvanezer japán, kínai, koreai, tibeti stb. fametszet és az ezekhez tartozó majd százezer kötetes kézikönyvtár; középkori kéziratok, melyek a kor miniatúraművészetének teljességét őrzik stb.

#### Metszet- és fotótár
Marolle abbé 120 000 darabos metszet- és rajzgyűjteménye, amelyet Colbert vásárolt meg a könyvtár számára 1667-ben.

#### Térképtár
A térképtárat 1828-ban Edme François Jomard geográfus mérnök alapította.
Több mint hatszázezer térkép és száznégy földgömb és több jelentős adomány gazdagítja ezt az állományt, melyek közül például Jean-Baptiste Boutguignon d’Anville, 18. századi kartográfus, és a Párizsi Geográfiai Társaság gyűjteményét tették digitálisan elérhetővé.

#### Pénzek, érmek, antik gyűjtemény
A gyűjtemény a francia királyok uralkodása idejétől eredeztethető, melynek darabjai 1995-től számítógépes adatbázisban kereshetők.

#### Zeneműtár
1942-ben egyesítették az Operaház-Múzeum-Könyvtár és a Zenekonzervatórium könyvtárának anyagát a 18. századi zenei anyaggal, ezzel jött létre az önálló zenei gyűjtemény, e speciális anyagból a zeneszerzők képei találhatók meg a Gallicán.